# Havoc (репер)
Кеджуан Уалік Мучіта (англ. Kejuan Waliek Muchita; нар. 21 травня 1974, Бруклін, Нью-Йорк, штат Нью-Йорк, США), більш відомий під сценічним псевдонімом Хевок (англ. Havoc), — американський репер, музичний продюсер і учасник хіп-хоп-дуету Mobb Deep разом з Prodigy.

## Біографія
Хевок народився в Брукліні, а виріс у Квінсі, в районі Queensbridge Houses. Його брат Killa Black помер. Пізніше Хевок дізнався, що його дід по батькові був джазовим музикантом Біллом Діксоном. У підлітковому віці він випадково вистрелив у живіт співробітникам Def Jam Recordings. У 1992 році він закінчив Вищу школу мистецтва та дизайну на Манхеттені, Нью-Йорк, де познайомився з Prodigy. Havoc є половиною та продюсером хіп-хоп-дуету Mobb Deep і продюсував пісні для таких виконавців як Емінем, Nas, Foxy Brown, Onyx, The Notorious B.I.G., Jadakiss, Styles P, Method Man, The Game, Мерая Кері, Puff Daddy, LL Cool J, La Darkman, Rohff, Big Noyd, Termanology, Per Vers, OGC Khadafi, Capone-N-Noreaga та для його партнера по Mobb Deep Prodigy. Весною 2005 року дует Mobb Deep був підписаний на звукозаписний лейбл репера з Квінза 50 Cent, G-Unit Records. В кінці 2009 року 50 Cent розірвав їх контракт з лейблом.
Havoc відомий серед фанатів хіп-хопу як одна з найвидатніших постатей хіп-хопу середини 1990-х років за його жорсткі та нехитрі біти, що доповнюють роботу RZA над проектами Wu-Tang Clan. Популярний музичний журнал Complex помістив Хевока в список найкращих хіп-хоп-продюсерів 1995 за альбом The Infamous. Beattips.com помістив його на 24-е місце у списку «найвпливовіших бітмейкерів усіх часів, відзначивши його подвійні здібності в репі та продюсуванні». Після The Infamous він покращив свої навички і перейшов до більш атмосферного стилю продакшену, який включав семпли класичної музики, особливо помітні на альбомі Mobb Deep 1996 року Hell on Earth. Як репер він відомий своїм хардкорним ліризмом та послідовним флоу. Він також написав бек-вокали та куплет на дебютному альбомі гурту Black Moon Enta da Stage у 1993 році.
У липні 2009 року Havoc знявся разом із Raekwon у музичному відео на пісню «24K Rap» продюсера J Dilla. У 2010 році Havoc спродюсував біт для Емінема, в результаті якого з'явилася пісня «Untitled», яка є прихованим треком на альбомі Емінема Recovery, і зробив свій внесок у бонус-трек до альбому Raekwon Shaolin vs. Wu-Tang та міні-альбому дуету Bad Meets Evil Hell: The Sequel. Він зізнався, що планує записати новий альбом Mobb Deep з Nas'ом. Його третій студійний альбом 13 було випущено 7 травня 2013 року.
Havoc працював із французьким діджеєм Kavinsky над його дебютним альбомом 2013 року OutRun. Він написав текст і заспівав вокали для пісні «Suburbia», шостого треку на альбомі. У 2016 році Havoc спродюсував «Real Friends» і «Famous», два треки для альбому Каньє Веста The Life of Pablo.
Спродюсовані ним пісні були представлені в численних комерційно успішних фільмах, відомих телесеріалах і популярних відеоіграх, і він є персонажем у грі Def Jam: Fight for NY. Havoc випустив офіційний гімн New York Yankees 2020 року «Squad Up», який містить вірші як Havoc, так і Method Man.
15 вересня 2018 року під час інтерв'ю HipHop4Real Havoc зізнався, що працює над новим альбомом Mobb Deep, який стане останнім альбомом дуету. Також ведеться робота над спільним проектом Mobb Deep та продюсера The Alchemist, анонсованим кілька років тому.
У 2019 році Havoc разом з Big Noyd і DJ L.E.S. вирушив в тур «Murda Muzik 20th Anniversary Tour», що складається з 17 міст, на честь 20-річчя альбому Mobb Deep Murda Muzik.

## Дискографія
| Рік  | Альбом                               | Деталі альбому | Позиції чартах           | Позиції чартах                     | Позиції чартах             | Позиції чартах                     |
| Рік  | Альбом                               | Деталі альбому | Billboard 200(Billboard) | Top R&B/Hip-Hop Albums (Billboard) | Top Rap Albums (Billboard) | Top Independent Albums (Billboard) |
| ---- | ------------------------------------ | --- | ------------------------ | ---------------------------------- | -------------------------- | ---------------------------------- |
| 2007 | The Kush                             | - Випущено: 18 вересня 2007 - Лейбл: Nature Sounds - Формат: LP, CD, digital download - Сингли: "I'm The Boss/Be There"         | 173                      | 31                                 | 15                         | -                                  |
| 2009 | Hidden Files                         | - Випущено: 24 лютого 2009 - Лейбл: Koch Records - Формат: CD, digital download                                                 | -                        | -                                  | -                          | -                                  |
| 2013 | 13                                   | - Випущено: 7 травня 2013 - Лейбл: Nature Sounds - Формат: LP, CD, digital download - Сингли: "Life We Chose (Mobb Deep Remix)" | -                        | 44                                 | -                          | -                                  |
| 2014 | 13 Reloaded                          | - Випущено: 18 листопада 2014 - Лейбл: HClass Entertainment - Формат: CD, digital download                                      | -                        | -                                  | -                          | -                                  |
| 2016 | The Silent Partner (з The Alchemist) | - Випущено: 20 травня 2016 - Лейбл: HClass Entertainment, Babygrande Records - Формат: LP, CD, digital download                 | -                        | 27                                 | 17                         | 36                                 |

Студійні альбоми
- 2007: The Kush
- 2009: Hidden Files
- 2013: 13
- 2014: 13 Reloaded
- 2016: The Silent Partner (разом з The Alchemist)

Мікстейпи
- 2007: The One and Only
- 2009: From Now On (The Mixtape)

Інструментальні альбоми
- 2013: Beats Collection
- 2013: Beats Collection 2

Сингли
- 2007: «I'm the Boss»
- 2007: «Be There»
- 2009: «Watch Me» (Feat. Ricky Blaze)
- 2009: «Heart of the Grind»
- 2009: «H Is Back»
- 2009: «Always Have a Choice»
- 2010: «If You Love Me» (Feat. Sheek Louch, Joell Ortiz & Cassidy)
- 2012: «Same Shit, Different Day»
- 2012: «Separated (Real From the Fake)» (Feat. Ferg Brim)
- 2013: «Gritty» (Instrumental)
- 2013: «Tell Me to My Face» (Feat. Royce da 5'9")
- 2013: «Gone»
- 2013: «Life We Chose» (Feat. Lloyd Banks)
- 2013: «Life We Chose» (Remix) (Feat. Prodigy, Lloyd Banks)

Участь
- 2013: «Suburbia» на альбомі OutRun діджея Kavinsky

## Відео ігри
- Def Jam: Fight for NY (2004)  –  у ролі самого себе (голос)